# (200281) 1999 XF252
(200281) 1999 XF252 es un asteroide perteneciente al cinturón de asteroides descubierto el 9 de diciembre de 1999 por el equipo del Spacewatch desde el Observatorio Nacional de Kitt Peak, Arizona, Estados Unidos.

## Designación y nombre
Designado provisionalmente como 1999 XF252.

## Características orbitales
1999 XF252 está situado a una distancia media del Sol de 2,585 ua, pudiendo alejarse hasta 2,859 ua y acercarse hasta 2,312 ua. Su excentricidad es 0,105 y la inclinación orbital 3,940 grados. Emplea 1518,90 días en completar una órbita alrededor del Sol.

## Características físicas
La magnitud absoluta de 1999 XF252 es 16,4. Tiene 3,667 km de diámetro y su albedo se estima en 0,033. 